# Samuele Pampana
Samuele Pampana (9 de diciembre de 1976) es un deportista italiano que compitió en natación, en la modalidad de aguas abiertas.
Ganó dos medallas de bronce en el Campeonato Europeo de Natación, en los años 1995 y 1999, ambas en la prueba de 5 km.

## Palmarés internacional
| Campeonato Europeo | Campeonato Europeo | Campeonato Europeo | Campeonato Europeo |
| Año                | Lugar              | Medalla            | Prueba             |
| ------------------ | ------------------ | ------------------ | ------------------ |
| 1995               | Viena (Austria)    | Medalla de bronce  | 5 km               |
| 1999               | Estambul (Turquía) | Medalla de bronce  | 5 km               |